# Superkupa Shqiptar 2021
La Superkupa Shqiptar 2021 è stata la 28ª edizione della competizione che si è disputata il 28 agosto 2021 all'Elbasan Arena di Elbasan, in Albania, tra il Teuta, vincitore della Kategoria Superiore 2020-2021 ed il Vllaznia detentore della Kupa e Shqipërisë 2020-2021. Il Teuta ha conquistato il trofeo per la seconda volta nella sua storia, la seconda consecutiva.

## Partecipanti
| Squadre  | Qualificazione                                | Partecipazioni precedenti (il grassetto indica la vittoria) |
| -------- | --------------------------------------------- | ----------------------------------------------------------- |
| Teuta    | Vincitore della Kategoria Superiore 2020-2021 | 4 (1994, 2000, 2005, 2020)                                  |
| Vllaznia | Vincitrice della Kupa e Shqipërisë 2020-2021  | 4 (1992, 1998, 2001, 2008)                                  |

## Tabellino
| Arbitro: | Kridens Meta (Elbasan) |

|                                  |           |  |
| Aleksi 57’ Gruda 63’ Plaku 90+3’ | Marcatori |  |